# Сан-Мигел-ду-Алейшу
Сан-Мигел-ду-Алейшу (порт. São Miguel do Aleixo)  —  муниципалитет в Бразилии, входит в штат Сержипи. Составная часть мезорегиона Сельскохозяйственный район штата Сержипи. Входит в экономико-статистический  микрорегион Носа-Сеньора-дас-Дорис. Население составляет 3680 человек на 2006 год. Занимает площадь 143,3 км². Плотность населения — 25,68 чел./км².

## История
Город основан в 1963 году.

## Статистика
- Валовой внутренний продукт на 2004 составляет 11.072.113 реалов (данные: Бразильский институт географии и статистики).
- Валовой внутренний продукт на душу населения на 2004 составляет 3.067,92 реалов (данные: Бразильский институт географии и статистики).
- Индекс развития человеческого потенциала на 2000 составляет 0,608 (данные: Программа развития ООН).